# خانواده ورمز
خانواده وُرمز (به انگلیسی: Worms Family) خانواده‌ای از فرانکفورت و انگلستان است که نسب خود را از آرون ورمز از فرانکفورت آم ماین در اواسط قرن هجدهم دنبال می‌کند. نوۀ بزرگ آرون در ۲۳ آوریل ۱۸۷۱ میلادی به عنوان بارون ارثی امپراتوری اتریش ایجاد شد و یکی از نوادگان بعدی، بارون هنری د ورمز، به عنوان لرد پیربرایت در بریتانیا بزرگ شد.

## اعضاء
- رنه ورمز، حسابرس فرانسوی شورای دولتی، جامعه‌شناس، مؤسس مؤسسهٔ بین‌المللی جامعه‌شناسی در سال ۱۸۹۳ میلادی.
- الازار بن یهودا بن کالونیموس ورمز، تلمودیست و کابالیست.
- هنری دو ورمز، اولین بارون پیربرایت، دولتمرد انگلیسی. ([۱])
- ژاکلین ورمز د رومیلی (ژاکلین د رومیلی)، فیلسوف فرانسوی، به مقالهٔ فرانسوی مراجعه کنید.

 این مقاله متنی از یک انتشار که اکنون در مالکیت عمومی است را شامل می‌شود.: Singer, Isidore;  et al., eds. (1901–1906). Jewish Encyclopedia. New York: Funk & Wagnalls. {{cite encyclopedia}}: Missing or empty |title= (help)